# Gwenael
Pour les articles ayant des titres homophones, voir Gwenaël et Gwenn Aël.
Gwenael est un prénom breton masculin d’étymologie celtique. La forme féminisée Gwenaelle n'existe pas en langue bretonne.
C'est un composé issu du breton gwenn « blanc, pur, sacré » cf. prénom Gwen, et hael « généreux ». Hael peut avoir aussi le sens de « noble, magnanime ». Le mot gallois hael « généreux, gentil, libéral » est identique au breton et les deux remontent au proto-celtique *saglo-, avec mutation régulière s- > h- en brittonique. 
Autre étymologie possible : de gwenn « blanc, pur, sacré » et de ael « ange ». Cependant, le nom est attesté en vieux breton sous les formes Uuinhael, Guinhael en 833, Guenhael en 866, ce qui invalide cette explication. Elle relève en fait de l’étymologie populaire.

## Autres graphies et prénoms dérivés ou associés
- Masculin : Gwenhaël, Guénaël, Gaël, Gaëlig, Gaïl, Ganaël, Gwen(n), Gwenal, Gwenall, Gawens, Gaëllo, Gwenaël, Gaëlan
- Féminin : Gwenaella, Gwenaëlle, Guenola, Gaëla, Gwen(n), Ganaëlla, Gaëllanne, Gaïlle

Il faut toutefois noter que la féminisation est liée à l'intégration et l'usage des prénoms bretons en France.
Gwenaelle est considéré comme le féminin du prénom masculin Gwenael en Breton.